# Cultura Hamburg
La cultura hamburg, o hamburgiana, és una cultura prehistòrica de caçadors de rens de les planes del nord-oest d'Europa del final del Paleolític superior. Té una cronologia de 15.500 - 13.100 BP. L'hamburgià travessa diverses etapes climàtiques del màxim tardiglacial, que van des del Dryas antic superior (etapa freda) fins a l'Alleröd (etapa de calor), al final de l'última era glacial.
La cultura hamburg s'ha pogut identificar en molts llocs del nord d'Europa.

## Història
Els identificadors de la cultura hamburg van ser l'arqueòleg alemany Gustav Schwantes i el seu alumne Alfred Rust, que van excavar a partir de l'any 1930 els jaciments de Meiendorf i Ahrensburg, al nord d'Hamburg.

## Extensió geogràfica
A principis dels anys vuitanta,restes hamburgians es van trobar per primera vegada a Escandinàvia, a Jels, al sud de Jutlàndia. Al sud de Suècia, a Finja (Skåne), també s'han trobat rastres de la cultura hamburg. Investigacions recents (2005) mostren que a l'estiu la gent d'aquesta cultura es desplaçava molt cap al nord al llarg de la costa noruega: el nivell del mar era llavors 50 m inferior a l'actual.

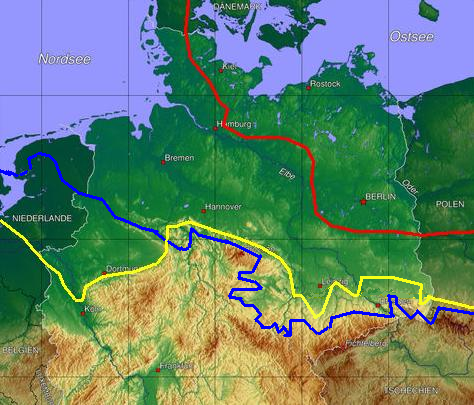
Límit sud de l'extensió de la capa de gel durant la glaciació de Riss (300.000 anys a 130.000 anys AP; línia groga) i durant la glaciació de Würm (línia vermella).

Els llocs hamburgians són a prop de la vora dels casquets de gel que cobrien el nord d'Europa. La línia de gel durant la glaciació vistuliana passava precisament pel nord-est de la ciutat d'Hamburg.
La cultura hamburg s'estenia pel nord-est de França, l'oest de Polònia, el sud d'Escandinàvia i Escòcia. Aquestes terres, llavors alliberades recentment de les capes de gel de la inlandsis i cobertes aleshores per vegetació que variava des de l'estepa fins a la tundra (amb líquens, salzes nans i alguns bedolls, saüc i ginebrons), eren travessades per grans ramats de rens que a l'estiu anaven de sud a nord.

## Indústria lítica
Les eines de pedra tallada utilitzades per la gent de la cultura hamburg són característiques: rascadors, kerbspitzen (puntes d'un dors o punta amb una osca), punxons, burins que s'utilitzen per treballar la banya i, fins i tot fulles, làmines zinken (eines tallants muntadesprobablement per parelles com unes tisores). Els arpons trobats eren d'os o de banya.
A les capes superficials (fase més recent), s'hi han trobat puntes de tipus Havelte, la doble dors dels quals forma un peduncle que facilita la fixació de la punta al mànec. Aquesta millora, que es troba habitualment als llocs de la cultura d'Ahrensburg, sembla correspondre a una evolució comuna a les cultures del nord-oest.
Es podria esperar trobar moltes variacions tipològiques dins d'una àrea geogràfica tan extensa; tanmateix, la cohesió de la cultura hamburg no s'ha posat en dubte fins ara.

## Hàbitats
Al nord d'Alemanya, s'hi van excavar molts camps hamburgians. En els abundants jaciments de deixalles que envoltaven aquests camps, els ossos i les banyes de rens eren predominants. Eren petits camps dispersos, habitats per un petit nombre de persones. En alguns llocs, les pedres s'hi han trobat pedres disposades en cercle: potser eren pesos que s'utilitzaven per mantenir tendes del tipus tipi.